# Premio Velázquez de Artes Plásticas

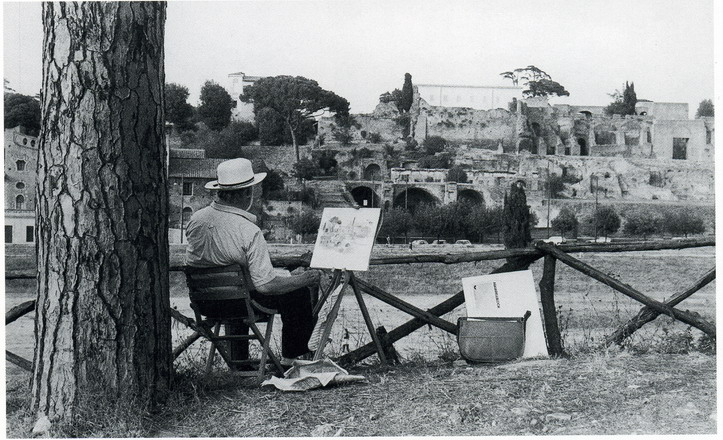
Fotografía de Ramón Gaya, el primero de los premiados.

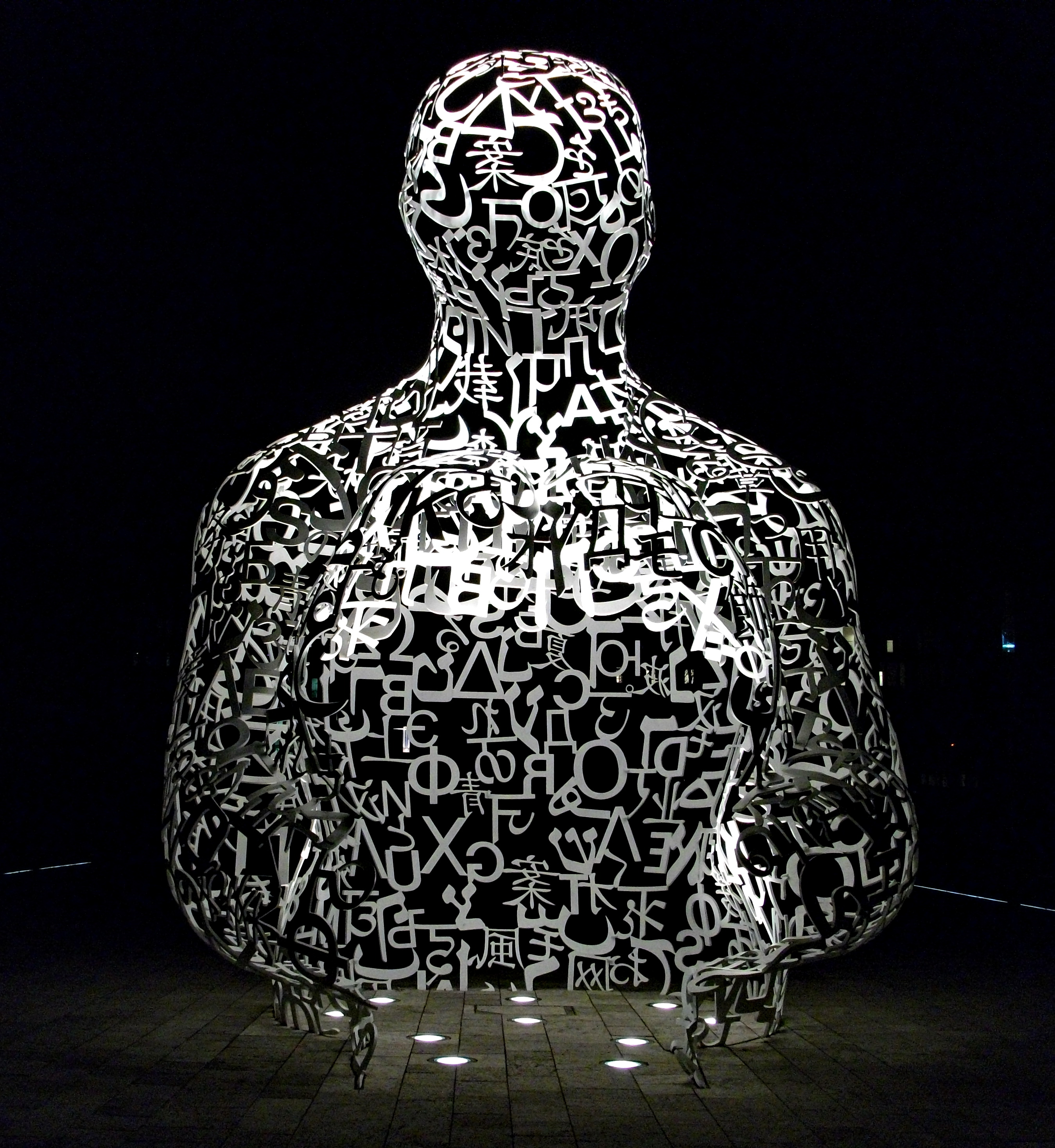
Escultura Body of Knowledge de Jaume Plensa (premio 2013).

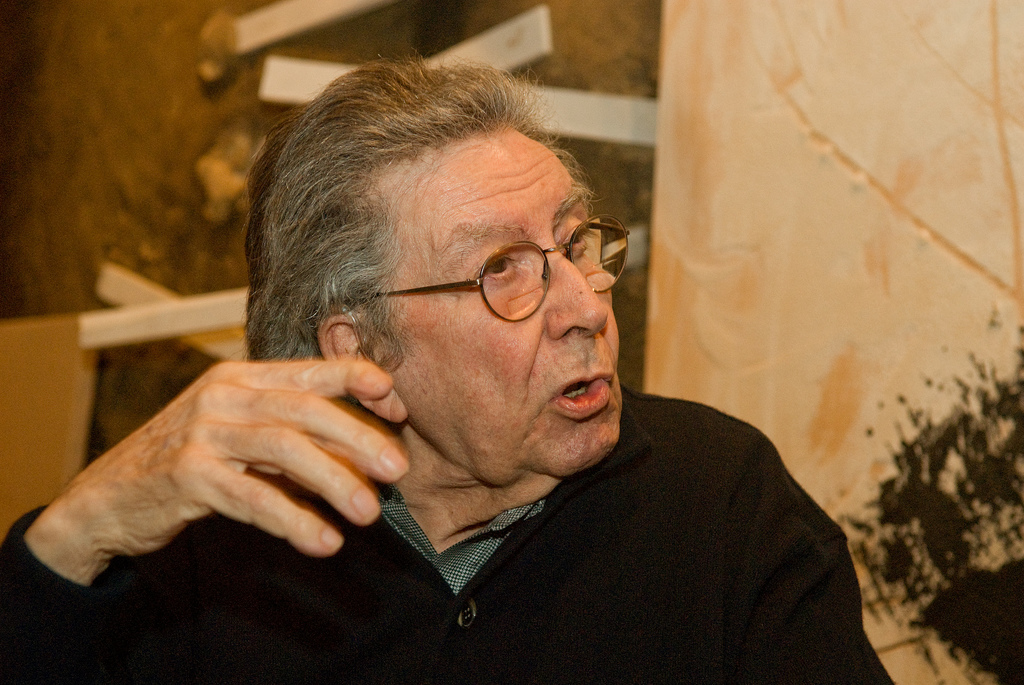
Fotografía de Antoni Tàpies (premio 2002).

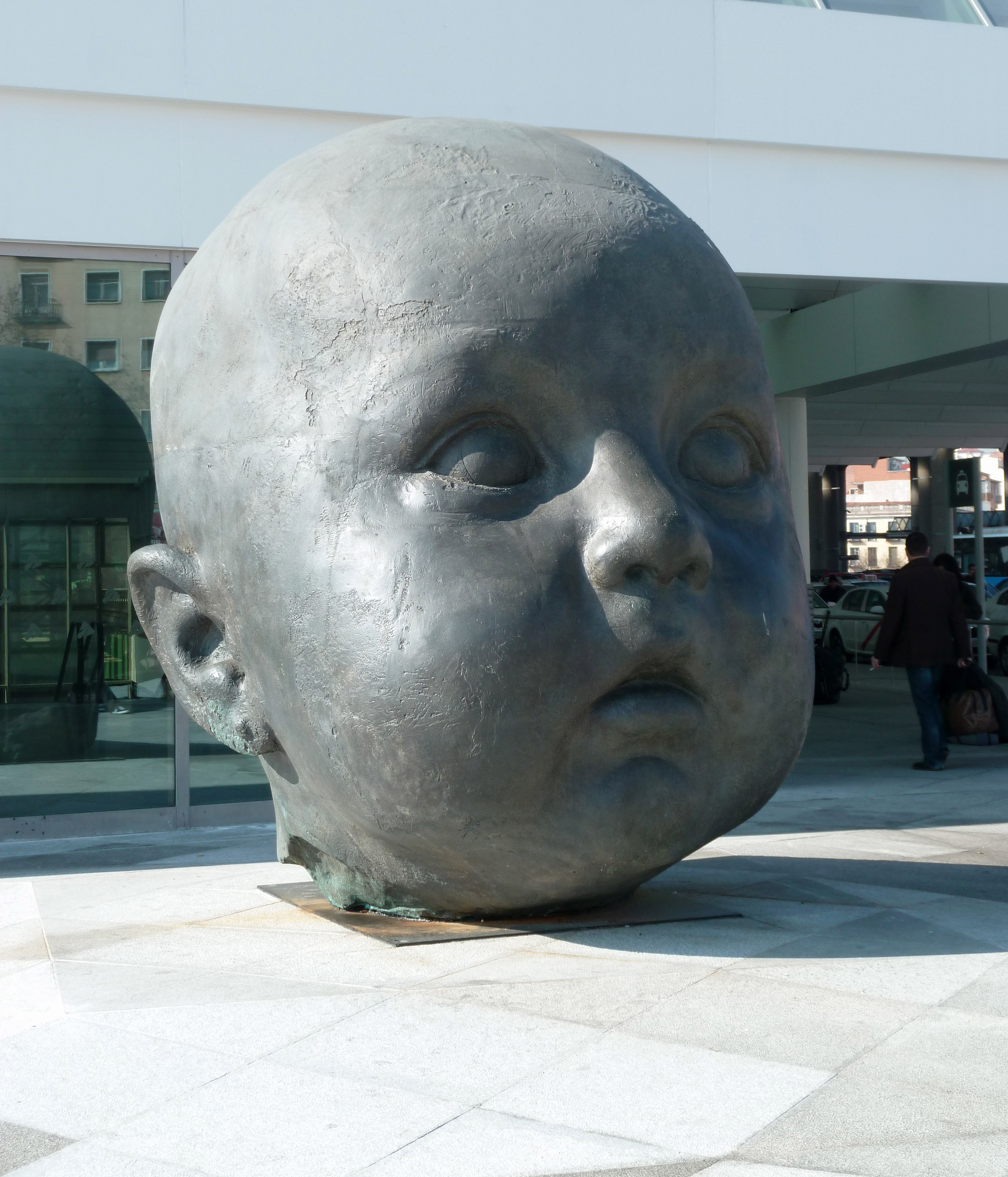
Escultura Día y noche de Antonio López (premio 2006).

El Premio Velázquez de Artes Plásticas es un galardón creado en el año 2002 por el Ministerio de Cultura de España en reconocimiento a los méritos en cualquier manifestación de las artes plásticas de un artista iberoamericano. Toma su nombre del pintor Diego Rodríguez de Silva y Velázquez, y es el equivalente dentro de las artes plásticas al Premio Cervantes de literatura.
El premio se concede por la totalidad de la obra de un creador en el ámbito de las artes plásticas en cualquiera de sus manifestaciones y pueden ser candidatos al premio los nacionales de España y de los Estados americanos de la Comunidad Iberoamericana de Naciones.
Las candidaturas pueden ser presentadas por las Academias de Bellas Artes, los Museos de Arte Moderno y Contemporáneo, las asociaciones de críticos de arte, los autores premiados en anteriores convocatorias, los miembros del jurado y otras instituciones vinculados a las artes plásticas en España e Iberoamérica.

## Premio
El premio está dotado con una cuantía de 100.000€ y no puede ser otorgado a título póstumo. Además de la dotación económica, el Ministerio de Educación, Cultura y Deporte organizará, a través del Museo Nacional Centro de Arte Reina Sofía, una exposición antológica de la obra del artista premiado.

## Premiados
| 2024                                    | España    | Francesc Torres          |
| 2023                                    | España    | Marisa González          |
| 2022                                    | Argentina | Elda Cerrato             |
| 2021                                    | Cuba      | Tania Bruguera           |
| 2020                                    | España    | Soledad Sevilla          |
| 2019                                    | Chile     | Cecilia Vicuña           |
| 2018                                    | España    | Antoni Miralda           |
| 2017                                    | España    | Concha Jerez             |
| 2016                                    | Argentina | Marta Minujín            |
| 2015                                    | España    | Isidoro Valcárcel Medina |
| 2014                                    | España    | Esther Ferrer            |
| 2013                                    | España    | Jaume Plensa             |
| 2012                                    |           | No se otorgó             |
| 2011                                    | Brasil    | Artur Barrio             |
| 2010                                    | Colombia  | Doris Salcedo            |
| 2009                                    | España    | Antoni Muntadas          |
| 2008                                    | Brasil    | Cildo Meireles           |
| 2007                                    | España    | Luis Gordillo            |
| 2006                                    | España    | Antonio López            |
| 2005                                    | México    | Juan Soriano             |
| 2004                                    | España    | Pablo Palazuelo          |
| 2003                                    | España    | Antoni Tàpies            |
| 2002                                    | España    | Ramón Gaya               |
| Fuente: Ministerio de Cultura de España |           |                          |